# NGC 6909
NGC 6909 је елиптична галаксија у сазвежђу Телескоп која се налази на NGC листи објеката дубоког неба.
Деклинација објекта је - 47° 1' 38" а ректасцензија 20h 27m 38,8s. Привидна величина (магнитуда) објекта NGC 6909 износи 11,6 а фотографска магнитуда 12,6. Налази се на удаљености од 33,644 милиона парсека од Сунца. NGC 6909 је још познат и под ознакама ESO 285-12, AM 2024-471, PGC 64725.